# دامجان رودز
دامجان رودز (بالكرواتية: Damjan Rudež)‏ مواليد 17 يونيو 1986، هو لاعب كرة سلة كرواتي يلعب مع فريق إنديانا بايسرز في الرابطة الوطنية لكرة السلة ويحمل الرقم 9. يبلغ طوله 6 قدم 10 بوصة (2.1 م).

## فرق لعب لها
- إنديانا بايسرز

## الميداليات
| الميدالية | المسابقة                        |
| --------- | ------------------------------- |
| ذهبية     | ألعاب البحر الأبيض المتوسط 2009 |

## روابط خارجية
- دامجان رودز على موقع الاتحاد الدولي لكرة السلة (الإنجليزية)
- دامجان رودز على موقع الدوري الأوروبي لكرة السلة (الإنجليزية)
- دامجان رودز على موقع إن بي أي (الإنجليزية)
- دامجان رودز على موقع سبورتس رفرنس (الإنجليزية)
- دامجان رودز على موقع الدوري الإسباني لكرة السلة (الإسبانية)
- دامجان رودز على موقع كرة السلة الأوروبية.كوم (الإنجليزية)
- دامجان رودز على موقع إي إس بي إن.كوم (الإنجليزية)
- دامجان رودز على موقع ريلجم (الإنجليزية)
- دامجان رودز على موقع بروبوليرز (الإنجليزية)
- دامجان رودز على موقع سبورتس رفرنس (الإنجليزية)